# Kenta Nagata
Kenta Nagata (永田権太 Nagata Kenta?) es un director de sonido y compositor de videojuegos que trabaja para Nintendo.

## Discografía
- Mario Kart 64 (1996).
- Wreckage Nascar (1997).
- 1080° Snowboarding (1998).
- Pokémon Stadium (1999) – con Hajime Wakai y Tōru Minegishi.
- Animal Crossing (2001) – con Kazumi Totaka, Tōru Minegishi, y Shinobu Tanaka.
- The Legend of Zelda: The Wind Waker (2002) – con Hajime Wakai, Tōru Minegishi, y Kōji Kondō.
- Mario Kart: Double Dash!! (2003) – con Shinobu Tanaka.
- The Legend of Zelda: Collector's Edition (2003)
- Super Mario 64 DS (2004) – con Kōji Kondō.
- Big Brain Academy (2005).
- The Legend of Zelda: Phantom Hourglass (2007) – con Tōru Minegishi and Kōji Kondō.
- Link's Crossbow Training (2007).
- Wii Music (2008) – con Tōru Minegishi y Mahito Yokota.
- Mario Kart 7 (2011) –  con Satomi Terui.
- New Super Mario Bros. 2 (2012).
- Steel Diver: Sub Wars (2014) –  con Atsuko Asahi y Toru Minegishi.
- Mario Kart 8 (2014-2015) – director de sonido; arreglista con Shiho Fujii, Ryo Nagamatsu, Atsuko Asahi, y Yasuaki Iwata.
- Super Mario Run (2016).
- Mario Kart 8 Deluxe (2017) – director de sonido.
- Mario Kart Tour (2019) – con varios más.
- Mario Kart 8 Deluxe – Pase de pistas extras (2022-2023) – con varios más.
- Pikmin 4 (2023) – con Asuka Hayazaki y Soshi Abe.